# Campionati europei di karate 2004
La 39ª edizione del campionato europeo di karate si è svolta a Mosca dal 7 al 9 maggio 2004.

## Medagliere
| Posizione | Nazione              | Oro | Argento | Bronzo | Totale |
| --------- | -------------------- | --- | ------- | ------ | ------ |
| 1         | Francia              | 5   | 1       | 3      | 9      |
| 2         | Italia               | 3   | 4       | 2      | 9      |
| 3         | Spagna               | 2   | 6       | 3      | 11     |
| 4         | Turchia              | 2   | 2       | 2      | 6      |
| 5         | Germania             | 2   | 0       | 4      | 6      |
| 6         | Russia               | 1   | 3       | 2      | 6      |
| 7         | Azerbaigian          | 1   | 0       | 0      | 1      |
| 7         | Paesi Bassi          | 1   | 0       | 0      | 1      |
| 9         | Serbia e Montenegro  | 0   | 1       | 3      | 4      |
| 10        | Croazia              | 0   | 0       | 4      | 4      |
| 11        | Grecia               | 0   | 0       | 3      | 3      |
| 12        | Bosnia ed Erzegovina | 0   | 0       | 2      | 2      |
| 13        | Belgio               | 0   | 0       | 1      | 1      |
| 13        | Bulgaria             | 0   | 0       | 1      | 1      |
| 13        | Inghilterra          | 0   | 0       | 1      | 1      |
| 13        | Rep. Ceca            | 0   | 0       | 1      | 1      |
| 13        | Slovacchia           | 0   | 0       | 1      | 1      |
| 13        | Ungheria             | 0   | 0       | 1      | 1      |

## Podi

### Kata
| Posizione | Karateka        |
| --------- | --------------- |
| 1         | Luca Valdesi    |
| 2         | D. Quintero     |
| 3         | Vu Du Minh Dack |
| 3         | Kristian Novak  |

| Posizione | Karateka                      |
| --------- | ----------------------------- |
| 1         | Myriam Szkudlarek             |
| 2         | Miriam Cogolludo de las Heras |
| 3         | Marina Kis                    |
| 3         | Petra Nová                    |

| Posizione | Nazione  |
| --------- | -------- |
| 1         | Italia   |
| 2         | Spagna   |
| 3         | Germania |
| 3         | Croazia  |

| Posizione | Nazione |
| --------- | ------- |
| 1         | Francia |
| 2         | Spagna  |
| 3         | Croazia |
| 3         | Italia  |

### Kumite
| Posizione | Karateka            |
| --------- | ------------------- |
| 1         | Davíd Luque Camacho |
| 2         | A. Aslanyan         |
| 3         | Borislav Ivanov     |
| 3         | Paul Newby          |

| Posizione | Karateka           |
| --------- | ------------------ |
| 1         | Rafael Aǧhayev     |
| 2         | Alexandre Biamonti |
| 3         | Ciro Massa         |
| 3         | Dario Svetic       |

| Posizione | Karateka                  |
| --------- | ------------------------- |
| 1         | Oscar Vázquez Martins     |
| 2         | Giuseppe di Domenico      |
| 3         | Konstantinos Papadopoulos |
| 3         | Diego Vandeschrick        |

| Posizione | Karateka            |
| --------- | ------------------- |
| 1         | Olivier Beaudry     |
| 2         | Salvatore Loria     |
| 3         | Yavuz Karamollaoglu |
| 3         | Iván Leal Reglero   |

| Posizione | Karateka               |
| --------- | ---------------------- |
| 1         | Daniël Sabanovic       |
| 2         | Islamutdin Eldarouchev |
| 3         | A. Cupina              |
| 3         | Lukas Grezella         |

| Posizione | Karateka                 |
| --------- | ------------------------ |
| 1         | Feranc Chantalou         |
| 2         | Davide Benetello         |
| 3         | Aleksandr Guerunov       |
| 3         | Spyridon Margaritopoulos |

| Posizione | Karateka           |
| --------- | ------------------ |
| 1         | Stefano Maniscalco |
| 2         | O. Arpa            |
| 3         | G. Cossou          |
| 3         | Klaudio Farmadín   |

| Posizione | Karateka         |
| --------- | ---------------- |
| 1         | Kora Knühmann    |
| 2         | Elana Ponomareva |
| 3         | E. Kosmidou      |
| 3         | Beatrix Toth     |

| Posizione | Karateka                |
| --------- | ----------------------- |
| 1         | Alexandra Kurtz         |
| 2         | Snežana Perić           |
| 3         | Noelia Fernandez Alonso |
| 3         | Maria Sobol             |

| Posizione | Karateka           |
| --------- | ------------------ |
| 1         | Laurence Fischer   |
| 2         | M. Olmez           |
| 3         | Cristina Feo Gomez |
| 3         | B. Kavurin         |

| Posizione | Karateka                  |
| --------- | ------------------------- |
| 1         | Yıldız Aras               |
| 2         | Gloria Casanova Rodriguez |
| 3         | Snežana Perić             |
| 3         | Nadine Ziemer             |

| Posizione | Nazione              |
| --------- | -------------------- |
| 1         | Russia               |
| 2         | Spagna               |
| 3         | Bosnia ed Erzegovina |
| 3         | Turchia              |

| Posizione | Nazione  |
| --------- | -------- |
| 1         | Turchia  |
| 2         | Italia   |
| 3         | Germania |
| 3         | Francia  |